# Xysticus periscelis
Xysticus periscelis là một loài nhện trong họ Thomisidae.
Loài này thuộc chi Xysticus. Xysticus periscelis được Eugène Simon miêu tả năm 1908.